# Philodromus renarius
Philodromus renarius este o specie de păianjeni din genul Philodromus, familia Philodromidae, descrisă de Wu și Song, 1987. Conform Catalogue of Life specia Philodromus renarius nu are subspecii cunoscute.